# Al-Shiqāyā
Al-Shiqāyā est une colline du Koweït située dans le gouvernorat d'Al Jahra. Elle s'élève à 291 mètres et constitue le point culminant du pays. Elle est située dans l'Ouest du pays, près de la frontière avec l'Irak et l'Arabie saoudite.

## Accès
Depuis la capitale Koweït, l'autoroute 70 part vers l'ouest en direction de l'Arabie saoudite, sur près de 150 kilomètres. 500 mètres avant la frontière saoudienne, une route asphaltée part sur la droite, et longe la frontière en direction d'un poste de police. Le sommet est juste avant ce bâtiment.

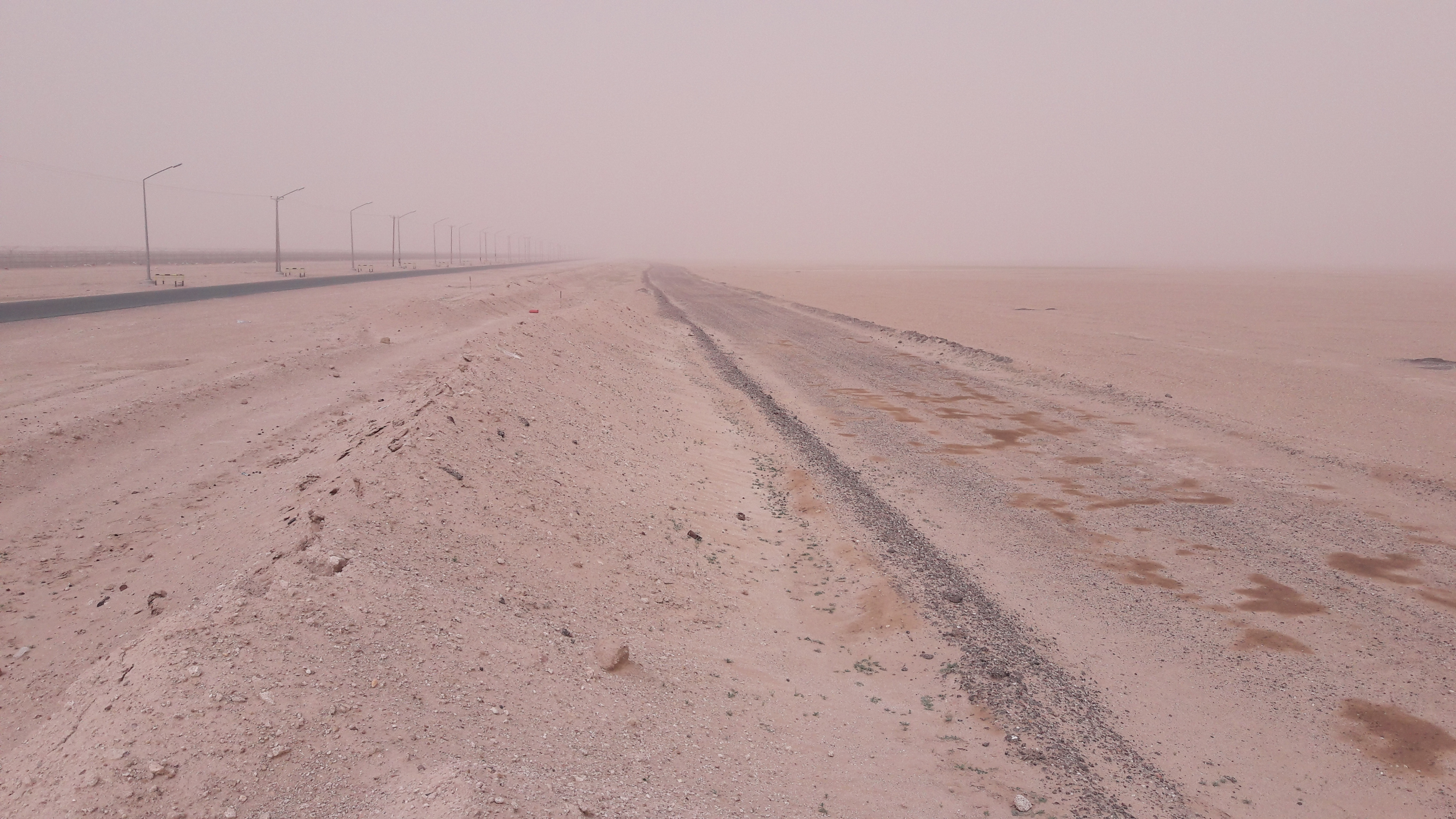
Zone sommitale, près de la frontière koweïto-saoudienne.